# Tsuyoshi Ogashiwa
Tsuyoshi Ogashiwa (小柏 剛 Ogashiwa Tsuyoshi?), född 9 juli 1998 i Gunma prefektur, är en japansk fotbollsspelare.
Ogashiwa började sin karriär 2020 i Hokkaido Consadole Sapporo.